# Vicekanselier (Duitsland)
De Vicekanselier van Duitsland (Duits: Vizekanzler), is de plaatsvervanger van de bondskanselier (Bundeskanzler). Wanneer de bondskanselier afwezig is vervult de vicekanselier diens taken, zoals het voorzitten van de kabinetsvergaderingen. De vicekanselier is een van de bondsministers en heeft verder geen speciale rechten.

## Geschiedenis
Per wet van 17 maart 1878 werd de rijkskanselier gemachtigd om een plaatsvervanger in te zetten: Allgemeiner Stellvertreter des Reichskanzlers. Sinds oktober 1918 had de plaatsvervanger het recht om in het parlement op te treden.
De historisch meest bekende vicekanselier is Franz von Papen, die in 1933 vicekanselier van Adolf Hitler werd. Von Papen dacht dat hij Hitler kon controleren, omdat hij als vicekanselier aan de kabinetszittingen mocht deelnemen, maar vooral omdat hij - zoals hij geloofde - het bijzondere vertrouwen van rijkspresident Hindenburg genoot. Na het aftreden van Von Papen op 1 juli 1934 heeft kanselier Hitler geen nieuwe plaatsvervanger benoemd.
In de Grondwet van 1949 bepaalt artikel 69 lid 1 dat de bondskanselier een van de bondsministers als zijn plaatsvervanger benoemt. Het begrip is officieel Stellvertreter des Bundeskanzlers, maar het taalgebruik is algemeen Vizekanzler.

## Recht en praktijk
Wanneer de bondskanselier afwezig is vervult de vicekanselier diens taken, zoals het voorzitten van de kabinetsvergaderingen. Wanneer een bondskanselier aftreedt of overlijdt, dan volgt de vicekanselier hem echter niet automatisch op. In zo een geval geeft de bondspresident een van de zittende ministers de opdracht om de taken van bondskanselier commissarisch te vervullen, totdat de Bondsdag een nieuwe Bondskanselier heeft gekozen (artikel 69 lid 3). In de realiteit echter houdt de bondspresident zich gewoon aan de aangewezen vicekanselier.
De titel van vicekanselier is in de praktijk vooral een eretitel. Het is gewoonte dat de kleinere coalitiepartij die titel voor een van haar ministers krijgt. Sinds 1966 eist de kleinere partij meestal de ministerspost van buitenlandse zaken en ook het vicekanselierschap op voor haar voorzitter. In dat jaar werd SPD-voorzitter Willy Brandt minister van buitenlandse zaken en vicekanselier onder de christendemocraat Kurt Georg Kiesinger. Alleen de vicekanseliers Jürgen Möllemann in 1992/93 en Franz Müntefering in 2005/2007 hadden andere ministeries en waren geen partijvoorzitters; Joschka Fischer was minister van buitenlandse zaken, maar nooit voorzitter van zijn partij, alleen de facto de partijleider.

## Lijst van vicekanseliers 1878–1933
| Persoon                       | periode                             | partij                      |                             |
| Duitse Keizerrijk 1878-1918   | Duitse Keizerrijk 1878-1918         | Duitse Keizerrijk 1878-1918 | Duitse Keizerrijk 1878-1918 |
| ----------------------------- | ----------------------------------- | --------------------------- | --------------------------- |
| Otto zu Stolberg-Wernigerode  | 1 juni 1878 - 20 juni 1881          |                             |                             |
| Karl Heinrich von Boettlicher | 20 juni 1881 - 1 juli 1897          |                             |                             |
| Arthur von Posadowsky-Wehner  | 1 juli 1897 - 24 juni 1907          |                             |                             |
| Theobald von Bethmann-Hollweg | 24 juni 1907 - 14 juli 1909         |                             |                             |
| Clemens von Delbrück          | 14 juli 1909 - 22 mei 1916          |                             |                             |
| Karl Hellferich               | 22 mei 1916 - 9 november 1917       |                             |                             |
| Friedrich von Payer           | 9 november 1917 - 10 november 1918  | FVP                         |                             |
| Weimarrepubliek 1918-1933     |                                     |                             |                             |
| Eugen Schiffer                | 13 februari 1919 - 19 april 1919    | DDP                         |                             |
| Bernhard Dernburg             | 30 april 1919 - 20 juni 1919        | DDP                         |                             |
| Matthias Erzberger            | 21 juni 1919 - 3 oktober 1919       | Centrumpartij               |                             |
| Eugen Schiffer                | 3 oktober 1919 - 27 maart 1920      | DDP                         |                             |
| Erich Koch-Weser              | 27 maart 1920 - 21 juni 1920        | DDP                         |                             |
| Rudolf Heinze                 | 25 juni 1920 - 4 mei 1921           | DVP                         |                             |
| Gustav Bauer                  | 10 mei 1921 - 14 november 1922      | SPD                         |                             |
| Robert Schmidt                | 13 augustus 1923 - 3 november 1923  | SPD                         |                             |
| Karl Jarres                   | 30 november 1923 - 15 december 1924 | DVP                         |                             |
| Oskar Hergt                   | 28 januari 1927 - 12 juni 1928      | DNVP                        |                             |
| Hermann Dietrich              | 30 maart 1930 - 30 mei 1932         | DDP; DStP                   |                             |

## Vicekanseliers van hetDerde Rijk(1933–1945)
| Vicekanselier van het Derde Rijk Stellvertreter des Reichskanzlers | Vicekanselier van het Derde Rijk Stellvertreter des Reichskanzlers | Functie(s)                                                                      | Ambtstermijn     | Ambtstermijn    | Partij | Rijkskanselier           | Kabinet(ten) |
| ------------------------------------------------------------------ | ------------------------------------------------------------------ | ------------------------------------------------------------------------------- | ---------------- | --------------- | ------ | ------------------------ | ------------ |
| Franz von Papen                                                    | Franz von Papen (1879–1969)                                        |                                                                                 | 30 januari 1933  | 7 augustus 1934 | O      | Adolf Hitler (1933–1945) | Hitler       |
| Vacant                                                             |                                                                    |                                                                                 |                  |                 |        | Adolf Hitler (1933–1945) | Hitler       |
| Hermann Göring                                                     | Reichsmarschall Hermann Göring (1893–1946)                         | Voorzitter van de Rijksdag (1932–1945) Rijksminister van Luchtvaart (1933–1945) | 10 februari 1941 | 23 april 1945   | NSDAP  | Adolf Hitler (1933–1945) | Hitler       |
| Vacant                                                             |                                                                    |                                                                                 |                  |                 |        | Adolf Hitler (1933–1945) | Hitler       |
| Joseph Goebbels (1945)                                             | Goebbels                                                           |                                                                                 |                  |                 |        |                          |              |
| Lutz Schwerin von Krosigk (1945)                                   | Schwerin                                                           |                                                                                 |                  |                 |        |                          |              |

## Vicekanseliers van deBondsrepubliek Duitsland(1949–heden)
| Nr. | Vicekanseliers de Bondsrepubliek Duitsland Vizekanzler der Bundesrepublik Deutschland | Vicekanseliers de Bondsrepubliek Duitsland Vizekanzler der Bundesrepublik Deutschland | Vicekanseliers de Bondsrepubliek Duitsland Vizekanzler der Bundesrepublik Deutschland | Functie(s)                                     | Ambtstermijn      | Ambtstermijn      | Partij(en) | Bondskanselier                   | Kabinet(ten) |
| --- | ------------------------------------------------------------------------------------- | ------------------------------------------------------------------------------------- | ------------------------------------------------------------------------------------- | ---------------------------------------------- | ----------------- | ----------------- | ---------- | -------------------------------- | ------------ |
| 1   |                                                                                       | Franz Blücher                                                                         | Franz Blücher (1896–1959)                                                             | Bondsminister voor het Marshallplan            | 15 september 1949 | 29 oktober 1957   | FDP        | Konrad Adenauer (1951–1963)      | Adenauer I   |
| 1   | Bondsministers voor Financiële Bezittingen                                            | Franz Blücher                                                                         | Franz Blücher (1896–1959)                                                             | Adenauer II                                    | 15 september 1949 | 29 oktober 1957   | FDP        | Konrad Adenauer (1951–1963)      |              |
| 2   |                                                                                       | Ludwig Erhard                                                                         | Ludwig Erhard (1897–1977)                                                             | Bondsminister van Economische Zaken            | 29 oktober 1957   | 16 oktober 1963   | CDU        | Konrad Adenauer (1951–1963)      | Adenauer III |
| 2   | Adenauer IV                                                                           | Ludwig Erhard                                                                         | Ludwig Erhard (1897–1977)                                                             | Bondsminister van Economische Zaken            | 29 oktober 1957   | 16 oktober 1963   | CDU        | Konrad Adenauer (1951–1963)      |              |
| 2   | Adenauer V                                                                            | Ludwig Erhard                                                                         | Ludwig Erhard (1897–1977)                                                             | Bondsminister van Economische Zaken            | 29 oktober 1957   | 16 oktober 1963   | CDU        | Konrad Adenauer (1951–1963)      |              |
| 3   |                                                                                       | Erich Mende                                                                           | Erich Mende (1916–1998)                                                               | Bondsminister voor Oost-Duitse Betrekkingen    | 16 oktober 1963   | 28 oktober 1966   | FDP        | Ludwig Erhard (1963–1966)        | Erhard I     |
| 3   | Erhard II                                                                             | Erich Mende                                                                           | Erich Mende (1916–1998)                                                               | Bondsminister voor Oost-Duitse Betrekkingen    | 16 oktober 1963   | 28 oktober 1966   | FDP        | Ludwig Erhard (1963–1966)        |              |
| 4   |                                                                                       | Hans-Christoph Seebohm                                                                | Hans-Christoph Seebohm (1903–1967)                                                    | Bondsminister van Verkeer                      | 28 oktober 1966   | 1 december 1966   | CDU        | Ludwig Erhard (1963–1966)        |              |
| 5   |                                                                                       | Willy Brandt                                                                          | Willy Brandt (1913–1992)                                                              | Bondsminister van Buitenlandse Zaken           | 1 december 1966   | 22 oktober 1969   | SPD        | Kurt Georg Kiesinger (1966–1969) | Kiesinger    |
| 6   |                                                                                       | Walter Scheel                                                                         | Walter Scheel (1919–2016)                                                             | Bondsminister van Buitenlandse Zaken           | 22 oktober 1969   | 7 mei 1974        | FDP        | Willy Brandt (1969–1974)         | Brandt I     |
| 6   | Brandt II                                                                             | Walter Scheel                                                                         | Walter Scheel (1919–2016)                                                             | Bondsminister van Buitenlandse Zaken           | 22 oktober 1969   | 7 mei 1974        | FDP        | Willy Brandt (1969–1974)         |              |
| 6   | Zichzelf (1974)                                                                       | Walter Scheel                                                                         | Walter Scheel (1919–2016)                                                             | Bondsminister van Buitenlandse Zaken           | 22 oktober 1969   | 7 mei 1974        | FDP        |                                  |              |
| 7   |                                                                                       | Hans-Dietrich Genscher                                                                | Hans-Dietrich Genscher (1927–2016)                                                    | Bondsminister van Buitenlandse Zaken           | 16 mei 1974       | 17 september 1982 | FDP        | Helmut Schmidt (1974–1982)       | Schmidt I    |
| 7   | Schmidt II                                                                            | Hans-Dietrich Genscher                                                                | Hans-Dietrich Genscher (1927–2016)                                                    | Bondsminister van Buitenlandse Zaken           | 16 mei 1974       | 17 september 1982 | FDP        | Helmut Schmidt (1974–1982)       |              |
| 7   | Schmidt III                                                                           | Hans-Dietrich Genscher                                                                | Hans-Dietrich Genscher (1927–2016)                                                    | Bondsminister van Buitenlandse Zaken           | 16 mei 1974       | 17 september 1982 | FDP        | Helmut Schmidt (1974–1982)       |              |
| 8   |                                                                                       | Egon Franke                                                                           | Egon Franke (1913–1995)                                                               | Bondsminister voor Oost-Duitse Betrekkingen    | 17 september 1982 | 1 oktober 1982    | SPD        | Helmut Schmidt (1974–1982)       |              |
| (7) |                                                                                       | Hans-Dietrich Genscher                                                                | Hans-Dietrich Genscher (1927–2016)                                                    | Bondsminister van Buitenlandse Zaken           | 1 oktober 1982    | 18 mei 1992       | FDP        | Helmut Kohl (1982–1998)          | Kohl I       |
| (7) | Kohl II                                                                               | Hans-Dietrich Genscher                                                                | Hans-Dietrich Genscher (1927–2016)                                                    | Bondsminister van Buitenlandse Zaken           | 1 oktober 1982    | 18 mei 1992       | FDP        | Helmut Kohl (1982–1998)          |              |
| (7) | Kohl III                                                                              | Hans-Dietrich Genscher                                                                | Hans-Dietrich Genscher (1927–2016)                                                    | Bondsminister van Buitenlandse Zaken           | 1 oktober 1982    | 18 mei 1992       | FDP        | Helmut Kohl (1982–1998)          |              |
| (7) | Kohl IV                                                                               | Hans-Dietrich Genscher                                                                | Hans-Dietrich Genscher (1927–2016)                                                    | Bondsminister van Buitenlandse Zaken           | 1 oktober 1982    | 18 mei 1992       | FDP        | Helmut Kohl (1982–1998)          |              |
| 9   |                                                                                       | Jürgen Möllemann                                                                      | Jürgen Möllemann (1945–2003)                                                          | Bondsminister van Economische Zaken            | 18 mei 1992       | 22 januari 1993   | FDP        | Helmut Kohl (1982–1998)          |              |
| 10  |                                                                                       | Klaus Kinkel                                                                          | Klaus Kinkel (1936–2019)                                                              | Bondsminister van Buitenlandse Zaken           | 22 januari 1993   | 27 oktober 1998   | FDP        | Helmut Kohl (1982–1998)          |              |
| 10  | Kohl V                                                                                | Klaus Kinkel                                                                          | Klaus Kinkel (1936–2019)                                                              | Bondsminister van Buitenlandse Zaken           | 22 januari 1993   | 27 oktober 1998   | FDP        | Helmut Kohl (1982–1998)          |              |
| 11  |                                                                                       | Joschka Fischer                                                                       | Joschka Fischer (1948)                                                                | Bondsminister van Buitenlandse Zaken           | 27 oktober 1998   | 22 november 2005  | B'90/DG    | Gerhard Schröder (1998–2005)     | Schröder I   |
| 11  | Schröder II                                                                           | Joschka Fischer                                                                       | Joschka Fischer (1948)                                                                | Bondsminister van Buitenlandse Zaken           | 27 oktober 1998   | 22 november 2005  | B'90/DG    | Gerhard Schröder (1998–2005)     |              |
| 12  |                                                                                       | Franz Müntefering                                                                     | Franz Müntefering (1940)                                                              | Bondsminister van Arbeid en Sociale Zaken      | 22 november 2005  | 22 november 2007  | SPD        | Angela Merkel (2005–2021)        | Merkel I     |
| 13  |                                                                                       | Frank-Walter Steinmeier                                                               | Frank-Walter Steinmeier (1956)                                                        | Bondsminister van Buitenlandse Zaken           | 22 november 2007  | 28 oktober 2009   | SPD        | Angela Merkel (2005–2021)        | Merkel I     |
| 14  |                                                                                       | Guido Westerwelle                                                                     | Guido Westerwelle (1961–2016)                                                         | Bondsminister van Buitenlandse Zaken           | 28 oktober 2009   | 16 mei 2011       | FDP        | Angela Merkel (2005–2021)        | Merkel II    |
| 15  |                                                                                       | Philipp Rösler                                                                        | Philipp Rösler (1971)                                                                 | Bondsminister van Economische Zaken            | 16 mei 2011       | 17 december 2013  | FDP        | Angela Merkel (2005–2021)        | Merkel II    |
| 16  |                                                                                       | Sigmar Gabriel                                                                        | Sigmar Gabriel (1959)                                                                 | Bondsminister van Economische Zaken            | 17 december 2013  | 27 januari 2017   | SPD        | Angela Merkel (2005–2021)        | Merkel III   |
| 16  | Bondsminister van Buitenlandse Zaken                                                  | Sigmar Gabriel                                                                        | Sigmar Gabriel (1959)                                                                 | 27 januari 2017                                | 14 maart 2018     |                   | SPD        | Angela Merkel (2005–2021)        | Merkel III   |
| 17  |                                                                                       | Olaf Scholz                                                                           | Olaf Scholz (1958)                                                                    | Bondsminister van Financiën                    | 14 maart 2018     | 8 december 2021   | SPD        | Angela Merkel (2005–2021)        | Merkel IV    |
| 18  |                                                                                       | Robert Habeck                                                                         | Robert Habeck (1969)                                                                  | Bondsminister van Economische Zaken en Klimaat | 8 december 2021   | 6 mei 2025        | B'90/DG    | Olaf Scholz (2021–2025)          | Scholz       |
| 19  |                                                                                       | Lars Klingbeil                                                                        | Lars Klingbeil (1978)                                                                 | Bondsminister van Financiën                    | 6 mei 2025        | heden             | SPD        | Friedrich Merz (2025–heden)      | Merz         |

## Trivia
- Hans-Dietrich Genscher (1974–1982, 1982–1992) was met ruim 17 jaar de langst dienende vicekanselier.